# Station Umeda
 Station Umeda  (梅田駅, Umeda-eki) is een spoorweg- en metrostation in de wijk Kita-ku in de Japanse stad Osaka. Het wordt uitgebaat door de Hanshin, Hankyu (beide private spoorwegmaatschappijen) en de Metro van Osaka. Het station heeft in totaal 15 sporen en behoort tot de grootste en drukste stations van Japan en daarmee de wereld; slechts drie stations zijn nog drukker, alle gelegen in Tokio. Het station maakt deel uit van een groot netwerk van stations (Ōsaka, Nishi-Umeda, Higashi-Umeda en Kita-Shinchi), die allemaal met elkaar verbonden zijn door middel van winkelcentra en wandelgangen.
In totaal maken dagelijks meer dan 2 miljoen mensen gebruik van het station (exclusief de stations Osaka, Nishi-Umeda, etc.)

## Stationsindeling
Zoals bij veel andere grote stations in Japan hebben alle uitbaters hun eigen perrons, toegangspoortjes en voorzieningen. Het gedeelte van Hanshin ligt centraal in het stationscomplex. Ten noorden van het Hanshin-gedeelte bevinden zich de stations van JR (station Osaka), Hankyu en de perrons van de Midosuji-lijn, ten oosten het station Higashi-Umeda, ten zuiden het station Kita-Shinchi en ten westen het station Nishi-Umeda. 

De stations van Hanshin en de Metro van Osaka bevinden zich ondergronds, de stations van Hankyu en JR zijn verhoogd.

## Lijnen

### Hanshin
Het Hanshin-station bestaat uit vijf zakspoorperrons, die zich twee niveaus onder het maaiveld bevinden.

#### Hanshin-lijn
| 1 | ■ Intercity's richting Amagasaki, Koshien en Sannomiya |
| 2 | ■ Intercity's richting Amagasaki, Koshien en Sannomiya |
| 3 | ■ Sneltreinen richting Amagasaki, Koshien en Sannomiya |
| 4 | ■ Stoptreinen richting Amagasaki, Koshien en Sannomiya |

### Hankyū
Het Hankyu-station bestaat uit 10 zakspoorperrons, die zich op drie niveaus boven het maaiveld bevinden.

#### Hankyū Kioto-lijn
| 1 | ■ Intercity's richting Awaji, Ibaraki-shi, Katsura en Kawaramachi |
| 2 | ■ Intercity's richting Awaji, Ibaraki-shi, Katsura en Kawaramachi |
| 3 | ■ Sneltreinen richting Awaji, Ibaraki-shi, Katsura en Kawaramachi |

#### Hankyū Takarazuka-lijn
| 4 | ■ Sneltreinen richting Ishibashi, Kawanishi-Noseguchi en Takarazuka tijdens het spitsuur ook richting Mino |
| 5 | ■ Stoptreinen richting Ishibashi, Kawanishi-Noseguchi en Takarazuka tijdens het spitsuur ook richting Mino |
| 6 | ■ Intercity's richting Ishibashi, Kawanishi-Noseguchi en Takarazuka tijdens het spitsuur ook richting Mino |

#### Hankyū Kōbe-lijn
| 7 | ■ Stoptreinen richting Nishinomiya-Kitaguchi, Okamoto en Sannomiya |
| 8 | ■ Sneltreinen richting Nishinomiya-Kitaguchi, Okamoto en Sannomiya |
| 9 | ■ Intercity's richting Nishinomiya-Kitaguchi, Okamoto en Sannomiya |

### Metro van Osaka
Het station van de Midosuji-lijn bestaat uit een ondergronds eilandperron.

#### Midosuji-lijn(stationsnummer M16)
| 1 | ■ Midosuji-lijn | richting Namba, Tennōji en Nakamozu |
| 2 | ■ Midosuji-lijn | richting Shin-Osaka en Esaka        |

## Geschiedenis
Het station Umeda kent een lange geschiedenis van herbouw, afbraak, renovatie en verplaatsing vanwege de vele spoorlijnen in het gebied.
Het eerste station Umeda werd aangelegd door Hankyu en in 1910 volgde Hanshin. In respectievelijk 1926 en 1939 werden beide stations opgehoogd, maar het station van Hankyu werd gesloopt vanwege de ophoging van het station Osaka. In 1971 kreeg het Hankyu-station zijn huidige vorm op een nieuwe plek ten noorden van het JR-station. In 1933 kreeg de eerste metro van Osaka, de Midosuji-lijn, ook een station in Umeda, al werd de halte pas in 1935 officieel geopend.

## Overig openbaar vervoer
Zowel station Umeda als Osaka hebben een busstation.